# Exminster
Exminster è un villaggio e parrocchia civile dell'Inghilterra, appartenente alla contea del Devon.
Non lo si deve confondere con Axminster, altra piccola città nella stessa contea.